# マッチメイク (小説)
マッチメイクは、不知火京介 の推理小説である。

## 概要
江戸川乱歩賞第49回受賞作品。
プロレスのブック（シナリオ）の存在を知った、ある新人プロレスラーは、有名なスター選手が試合中に死亡するという不可解な事件を機にしてプロレスの仕組みを知る。そして、自分自身も殺人事件に巻き込まれてくこととなる。
プロレスの仕組みを利用した殺人事件にまつわるミステリー小説である。プロレス用語に関しては、主にミスター高橋の著作『流血の魔術 最強の演技 全てのプロレスはショーである』を参考としている。
| スタブアイコン | サブスタブ | この項目は、まだ閲覧者の調べものの参照としては役立たない、文学に関連した書きかけの項目です。この項目を加筆・訂正などしてくださる協力者を求めています（P:文学、PJ:ライトノベル）。項目が小説家・作家の場合には{Writer-substub}を、文学作品以外の本・雑誌の場合には{Book-substub}を貼り付けてください。 |